# Gravità specifica
La gravità specifica (o densità relativa) è una grandezza adimensionale, definita come il rapporto tra la densità di un materiale e quella di un materiale di riferimento (in genere acqua per i liquidi e aria per gli aeriformi).
La scelta del riferimento è arbitraria: è anche possibile definire la gravità specifica in riferimento ad altre sostanze, specificando però il riferimento e le condizioni di temperatura e pressione, in quanto la densità del materiale varia al variare della temperatura e della pressione.
Nel caso dell'acqua, si prende come riferimento la temperatura di 4 °C oppure 15,56 °C.
{\displaystyle \rho ^{*}={\frac {\rho }{\rho _{\mathrm {acqua} }}}}
dove {\displaystyle \rho } è la densità.
Tale grandezza è di fondamentale importanza nell'ambito della fluidostatica e in particolare nella formulazione del principio di Archimede, che spiega il galleggiamento dei corpi in un fluido.

## Gravità specifica apparente
La gravità specifica apparente è il rapporto tra il peso di un corpo e il peso di un altro corpo di riferimento dotato dello stesso volume. Questo valore è numericamente uguale al peso specifico solo in condizioni di accelerazione di gravità standard (g = 9,80665 m/s²).

## Proprietà
- Ogni sostanza, fissate temperatura e pressione, possiede una propria gravità specifica;
- Il peso di un corpo può essere espresso come: {\displaystyle P=mg=\rho Vg=\rho ^{*}\rho _{\mathrm {H_{2}O} }Vg};
- Poiché la densità dell'acqua in condizioni standard è pari a {\displaystyle 1\;g/cm^{3}},[4] la gravità specifica è numericamente uguale alla densità espressa in {\displaystyle g/cm^{3}}.[4]

## Gravità specifica e galleggiamento
Per il principio di Archimede, la galleggiabilità di un corpo dipende dal rapporto tra il peso del corpo e il peso del liquido spostato, ma tale rapporto è anche equivalente al rapporto tra le rispettive gravità specifiche; vale pertanto la seguente regola: un corpo immerso in un liquido galleggia se la sua gravità specifica è inferiore a quella del liquido stesso, affonda se è superiore, resta sospeso se è uguale.